# Yolanda Be Cool
Gli Yolanda Be Cool sono un duo musicale australiano attivo dal 2009, formato da Sylvester Martinez e Johnson Peterson.

## Storia
I due hanno debuttato nel 2009 con il singolo Afro Nuts, ma hanno ottenuto un grande successo nel 2010 pubblicando il singolo We No Speak Americano, in collaborazione con il produttore discografico DCUP, diventando un successo mondiale nell'estate dello stesso anno. Il brano, che contiene un campionamento del noto brano di Renato Carosone Tu vuo' fa' l'americano in chiave electro-house, ha scalato le classifiche di diversi paesi, piazzandosi al vertice di quelle di Danimarca, Paesi Bassi e Regno Unito e ottenendo ottimi piazzamenti in altri paesi tra cui Spagna, Svezia, Italia ed Australia. Le loro produzioni sono pubblicate dall'etichetta discografica Sweat It Out, fondata dagli stessi autori. Alla fine del 2014 pubblicano la cover di Sugar Man di Rodriguez, che arriva in Italia all'inizio del 2015.

## Nome
Il nome del duo è un riferimento al film Pulp Fiction, nel quale Jules, interpretato da Samuel L. Jackson, in una delle scene finali, chiede urlando ad una rapinatrice armata chiamata Yolanda, di stare "quieta", "cool" in lingua originale, citando uno dei tormentoni di Fonzie.

## Discografia

### Album in studio
- 2012 – Ladies & Mentalmen

### Singoli
- 2009 – Afro Nuts
- 2009 – Holy Cow
- 2010 – We No Speak Americano (con DCUP)
- 2011 – Le Bump (feat. Crystal Waters)
- 2012 – Change (feat. Nola Darling)
- 2012 – Before Midnight
- 2013 – A Baru in New York (feat. Gurrumul)
- 2013 – Sweat Naked
- 2013 – To Be Alone (feat. Omar)
- 2014 – All That She Wants (feat. SYF & Fritz Helder)
- 2014 – Cause I Like It
- 2014 – Sugar Man (con DCUP)
- 2015 – Soul Makossa (Money) (con DCUP)
- 2015 – Mama Yo! (con Mayra Verónica)
- 2016 – From Me to You (con DCUP)
- 2016 – Xylophobia (con Mason)
- 2017 – S.O.S. (Sound of Swing) (con Kenneth Bager feat. Aloe Blacc)
- 2017 – Hacia la noche (con Massivedrum)
- 2018 – Musika (feat. Kwanzaa Posse)
- 2018 – Chilimanjaro (con i Cut Snake)
- 2019 – Dance and Chant
- 2019 – Switch
- 2019 – Space Jam
- 2020 – No More Sorrow
- 2020 – Frisky in Forteleza
- 2020 – To Be Alone (feat. Omar)
- 2021 – Emergency (con Tommy Trash)
- 2021 – Bolivian Sunrise (con Dillon Nathaniel)
- 2021 – The Launch (con DJ Jean)